# Dabergotz
Dabergotz és un municipi del districte d'Ostprignitz-Ruppin a l'estat federat de Brandenburg a Alemanya. El 2017 tenia 622 habitants. És una de les poques entitats de la zona que coneix un creixement de la població. Forma part de l'amt de Temnitz.
El primer esment escrit data d'un diploma del 1291. El topònim prové d'un nom de pila eslau. El 1638, durant la Guerra dels Trenta Anys tot el poble va ser assolat i el 1675 durant la invasió dels suecs va ser incendiat. L'església data de la segona meitat del segle xiii.

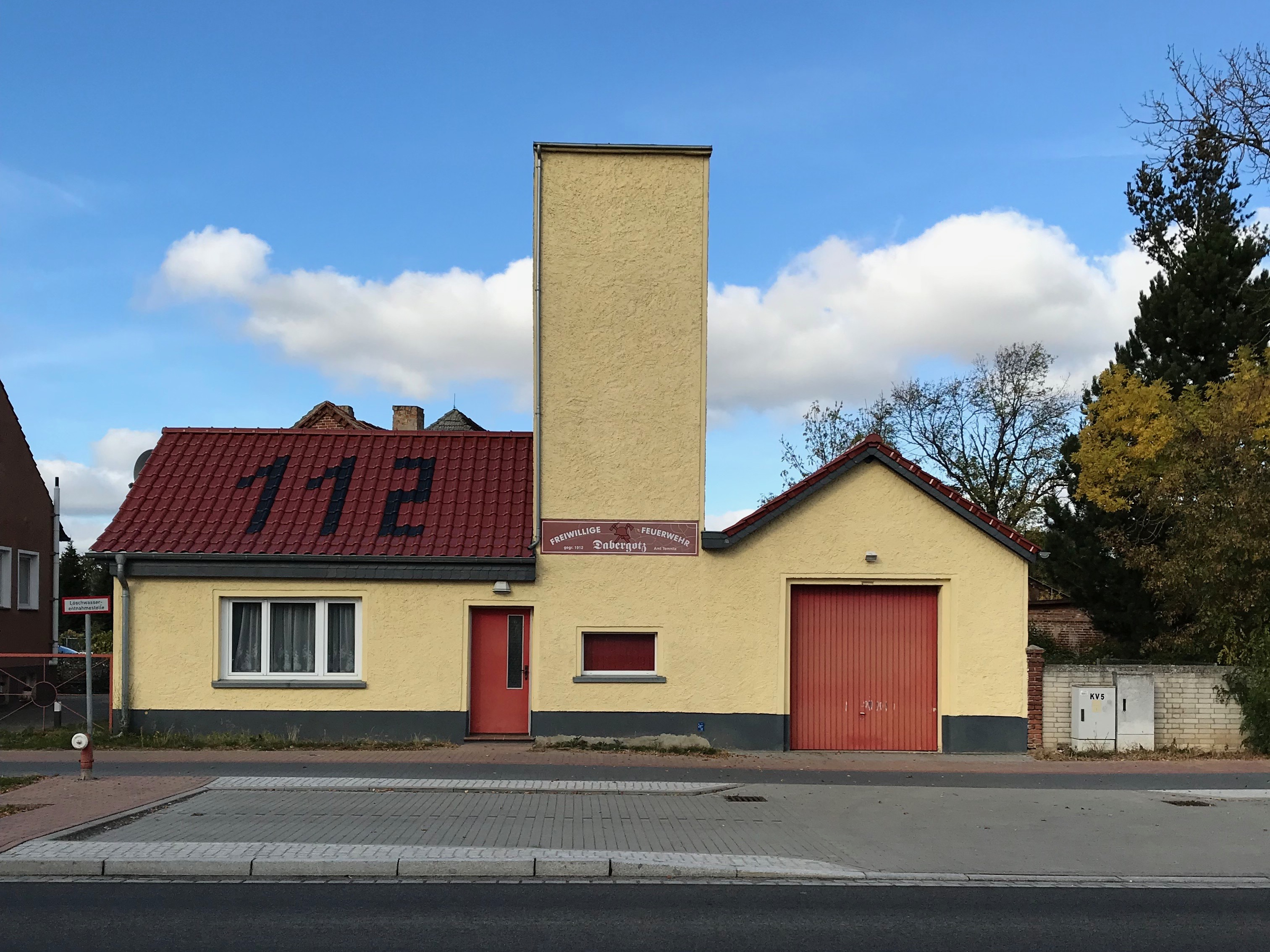
Casa dels bombers voluntaris
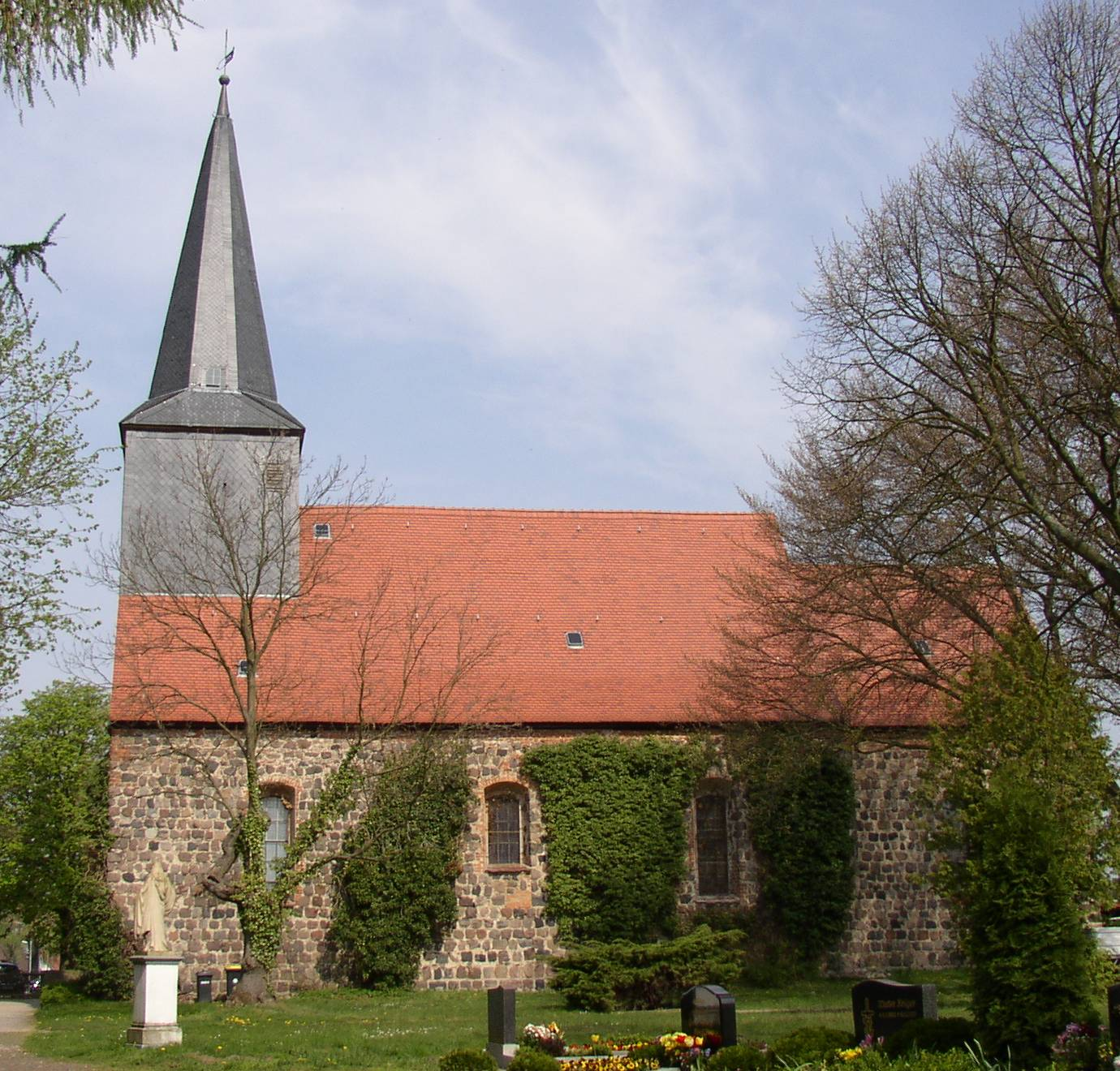
Església
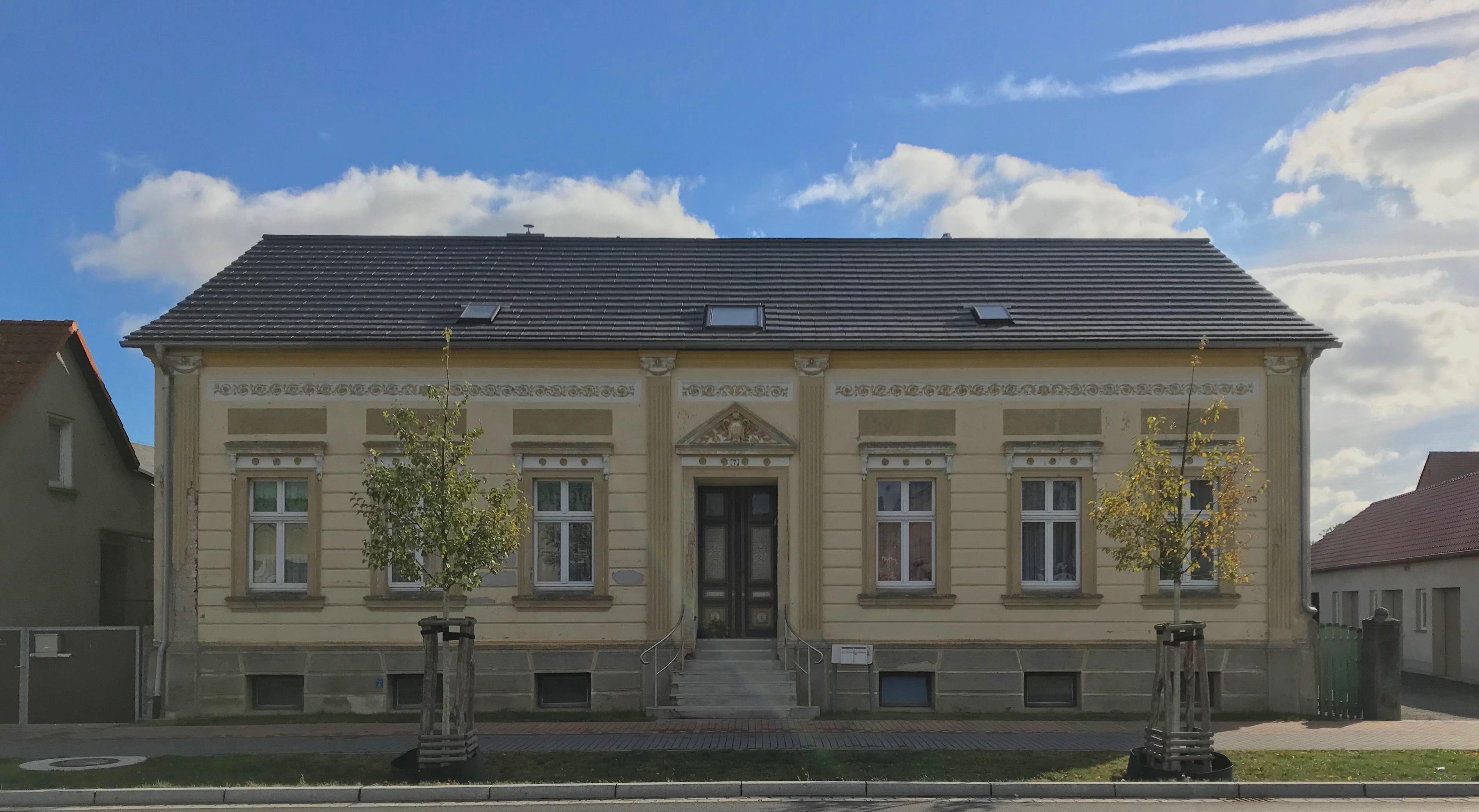
Casal al carrer major núm.7